# Ахматово (Тверская область)
Ахматово — село в Молоковском районе Тверской области, входит в состав Обросовского сельского поселения.

## География
Расположено в 15 км к северо-западу от районного центра города Молоково, на шоссе Молоково — Ахматово — Покров.

## История
В XVI — начале XVIII века Ахматово принадлежало Троице-Сергиевой лавре, в лаврских хозяйственных книгах упоминается оброчно-денежный характер сборов с него. В частности, по «Вытной книге» 1623 года в Ахматово и Молоково насчитывалось 97 дворов (5,6 вытей) и столько же душ мужского пола; выть в среднем включала 20-21 четвертей в поле; оброчные выплаты были довольно высокие: 6 рублей с выти. Упоминается также в жалованной грамоте императрицы Елизаветы Петровны Троице-Сергиевой лавре на все приписные монастыри и отчины 1752 года в разделе «в Верховском стану село Молоково, к тому селу деревни».
В XIX веке село было центром одноимённого прихода Чистинской волости Весьегонского уезда. В 1888 году в селе земская школа, постоялый двор, трактир. В 1921 году Ахматово становится центром одноимённого сельсовета Чистинской волости Краснохолмского уезда, а в 1925 — Молоковской волости Бежецкого уезда.
С конца 1940-х в Ахматово работала МТС, на базе которой осуществлялась подготовка трактористов для всех окрестных хозяйств. В 1957 году это была одна из трёх МТС района, наряду с Молоковской и Новокотовской.
С 2005 года село являлось центром Ахматовского сельского поселения, с 2015 года — в составе Обросовского сельского поселения.

## Население
| 1859 | 1889 | 1997 | 2008 | 2010 |
| ---- | ---- | ---- | ---- | ---- |
| 317  | ↗388 | ↘221 | ↘168 | ↘137 |

## Инфраструктура
В настоящее время в Ахматово размешается центральная усадьба колхоза «За мир», в котором работает 60 человек. Колхоз занимается мясным и молочным скотоводством. В селе есть основная общеобразовательная школа, Ахматовский центр культурного досуга, офис врача общей практики, отделение связи, два магазина. С соседними населёнными пунктами село соединяется дорогами 2 класса: Молоково - Ахматово - Покров, Ахматово - Введенье; и 3 класса: Ахматово - Чисти.

## Русская православная церковь
Воскресенская церковь; на хуторе Белая — действующая Воскресенская церковь (1813). На рубеже XVI—XVII вв. в Ахматово имелась церковь Воскресенья христова деревянная «вверх шатром», мирского строения.